# Stanisłau Szuszkiewicz
Stanisłau Stanisławawicz Szuszkiewicz, biał. Станiслаў Станіслававіч Шушкевіч, ros. Станислав Станиславович Шушкевич, Stanisław Stanisławowicz Szuszkiewicz (ur. 15 grudnia 1934 w Mińsku, zm. 3 maja 2022 tamże) – radziecki i białoruski naukowiec i polityk białorusko-polskiego pochodzenia; uczony w dziedzinie radiofizyki, doktor nauk fizyczno-matematycznych (odpowiednik polskiego stopnia doktora habilitowanego), profesor, od 1991 roku członek korespondent Narodowej Akademii Nauk Białorusi; w latach 1991–1994 przewodniczący Rady Najwyższej Białoruskiej SRR/Rady Najwyższej Republiki Białorusi XII kadencji; pełniąc funkcję przewodniczącego parlamentu, od ogłoszenia niepodległości Białorusi do dymisji z tego stanowiska był głową państwa, przywódca niepodległej Białorusi.

## Dziadkowie i rodzice
Stanisłau Szuszkiewicz był synem radzieckiej pisarki polskiej narodowości Heleny Romanowskiej i represjonowanego przez władze ZSRR białoruskiego poety Stanisłaua Szuszkiewicza. Oboje pochodzili ze zbiedniałej szlachty. Według słów Stanisłaua Szuszkiewicza, stan szlachecki jego dziadka ze strony matki był mu nieznany do 1997 roku, kiedy odnalazło się carskie poświadczenie jego „dziedzicznej godności szlacheckiej”. Wcześniej, jak twierdzi, był przekonany o swoim robotniczo-chłopskim pochodzeniu. Dziadek Ludwik ze strony matki był kolejarzem i miał z babką Szuszkiewicza 12 dzieci, z czego troje zmarło w dzieciństwie. Dziadek ze strony ojca, Piotr Iosifawicz Szuszkiewicz, był ogrodnikiem i pszczelarzem. Babka ze strony ojca, Razalija Wikiencjeuna Szuszkiewicz, zmarła ok. 1936 roku. W 1939 roku dziadek ożenił się po raz kolejny z kobietą o imieniu Wiera. Mieszkali we wsi Szczytomieryce k. Mińska, w pobliżu szosy Mińsk – Słuck.
Rodzice Stanisłaua Szuszkiewicza – Helena Romanowska i Stanisłau Szuszkiewicz – studiowali w jednej grupie i oboje otrzymali dyplomy filologów-wykładowców języków białoruskiego, rosyjskiego i polskiego. Matka została przyjęta do Związku Pisarzy ZSRR w 1934 roku, ojciec – w 1935. Entuzjastycznie odnosili się do systemu politycznego ZSRR, gloryfikując w swojej pracy porządek komunistyczny i piętnując jego przeciwników. Matka pracowała w radiu, w swojej pracy i twórczości posługiwała się wyłącznie językami białoruskim i polskim. Pod koniec 1936 roku ojciec został aresztowany jako „wróg narodu”. Zaraz potem matka straciła pracę w Komitecie Radiowym, została usunięta ze Związku Pisarzy ZSRR i z Komsomołu oraz pozbawiona możliwości pracy jako pisarka. Pracowała w szkole jako nauczycielka języka i literatury rosyjskiej. W 1954 roku ojciec został zrehabilitowany, a w 1956 roku wrócił z Syberii do Mińska.

## Życiorys

### Młodość i działalność naukowa

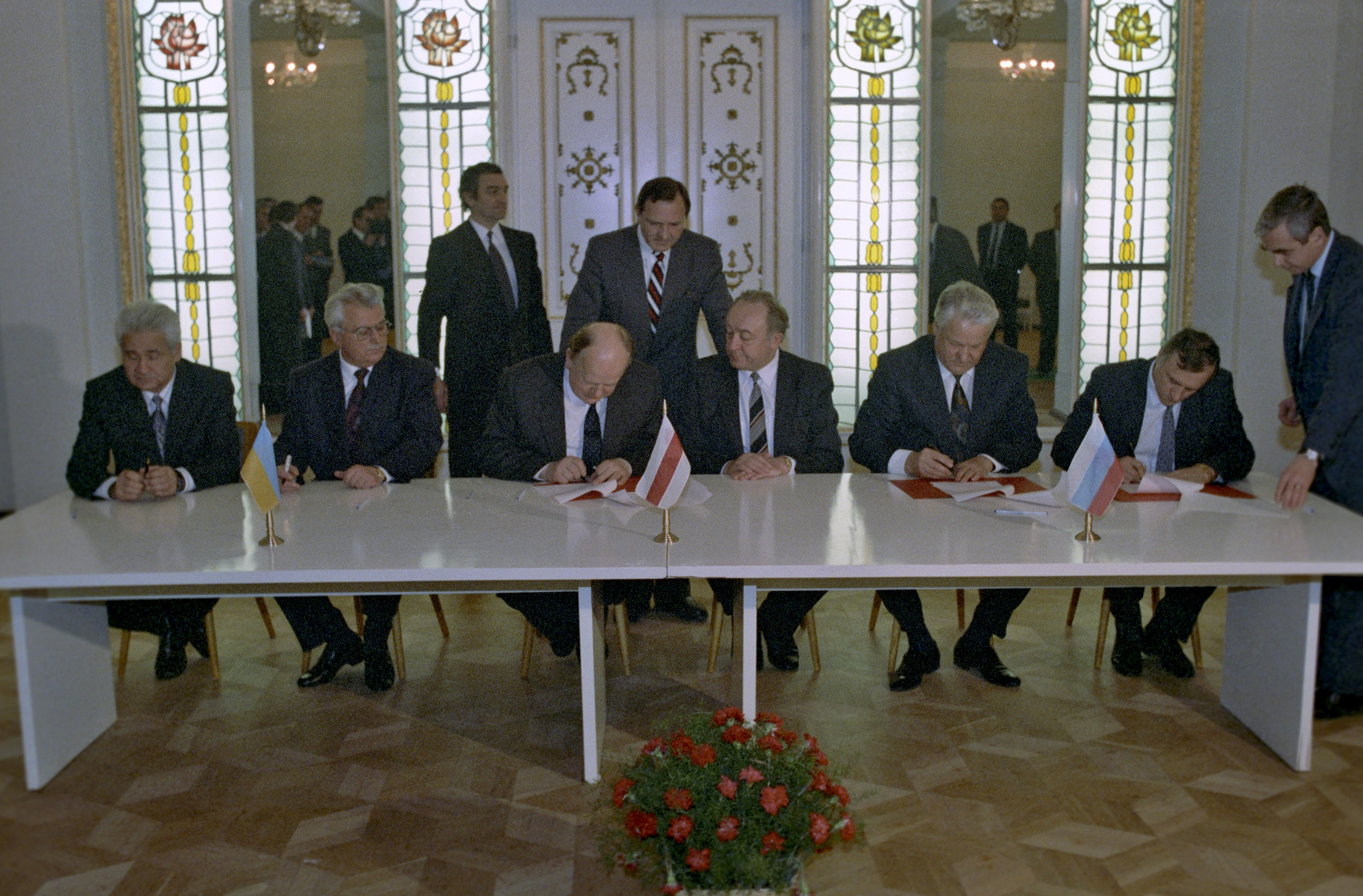
Podpisanie Porozumienia o Likwidacji ZSRR i założeniu WNP. Stanisłau Szuszkiewicz siedzi trzeci z lewej, 8 grudnia 1991 roku

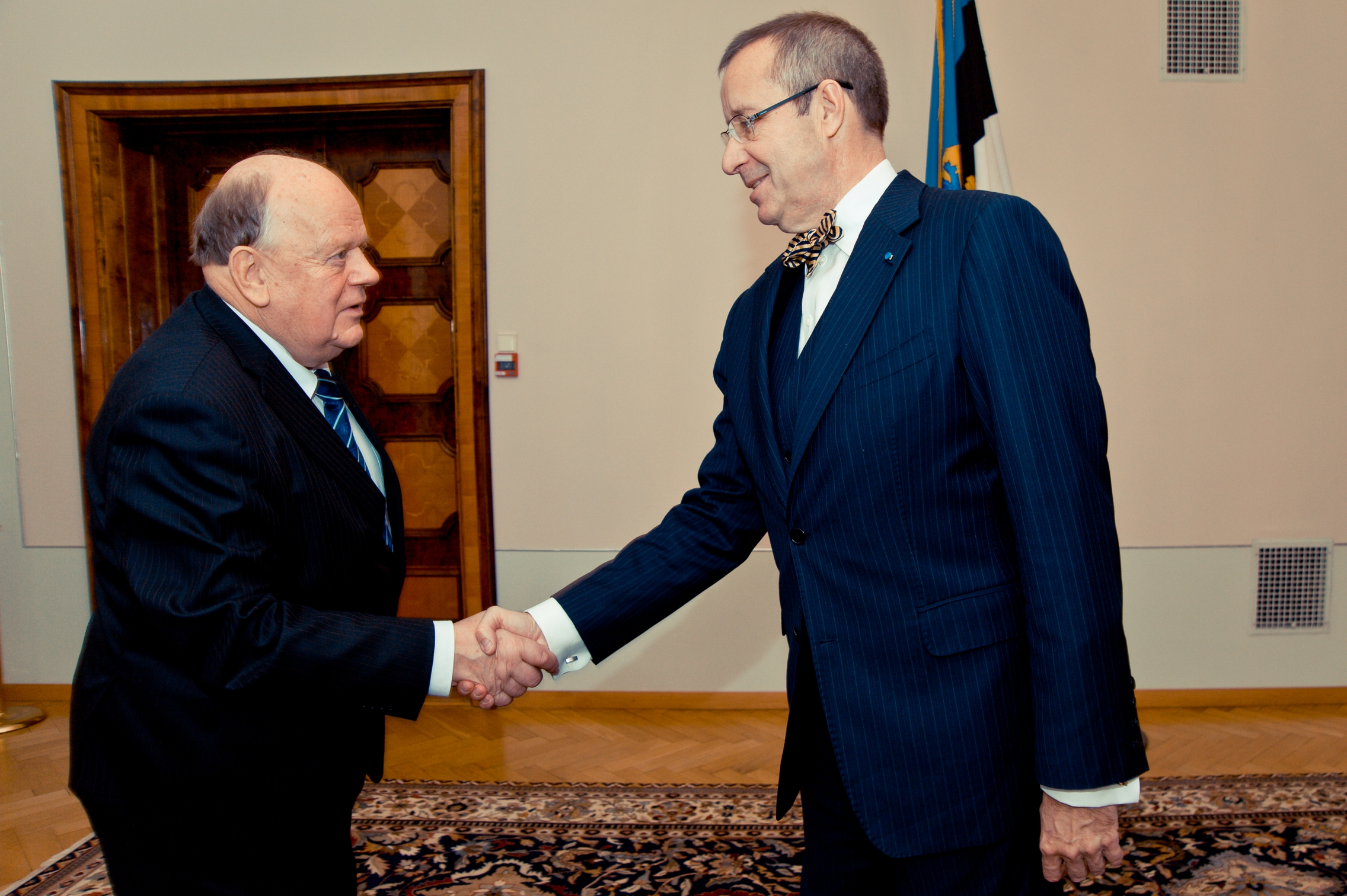
Stanisłau Szuszkiewicz i prezydent Estonii Toomas Hendrik Ilves, 6 grudnia 2011 roku

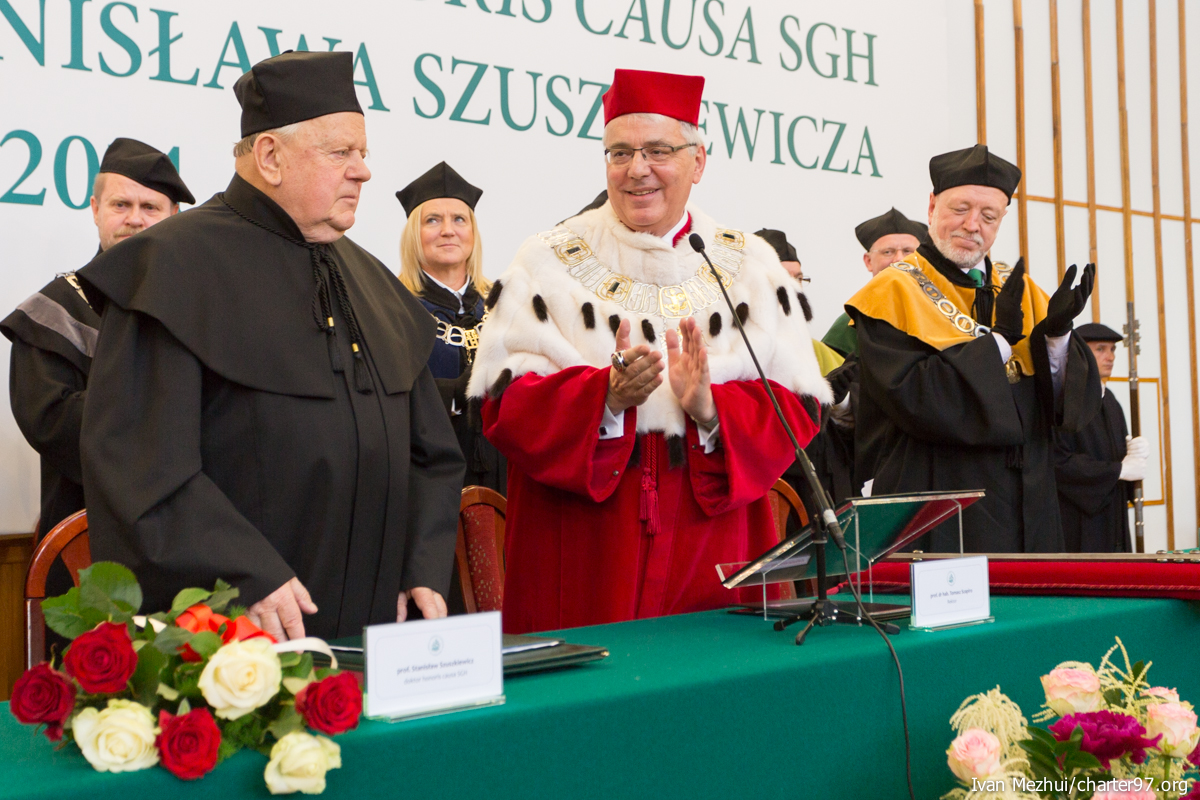
Nadanie Stanisłauowi Szuszkiewiczowi tytułu doktora honoris causa Szkoły Głównej Handlowej w Warszawie, 5 czerwca 2014 roku

Urodził się 15 grudnia 1934 roku w Mińsku, w Białoruskiej SRR. W 1956 roku ukończył Białoruski Uniwersytet Państwowy (BUP). Od 1959 (według innego źródła – 1956) do 1960 roku pracował jako młodszy pracownik naukowy w Instytucie Fizyki Akademii Nauk Białoruskiej SRR. W latach 1960–1961 był starszym inżynierem w Mińskich Zakładach Radiowych. W latach 1961–1967 pełnił funkcję kierownika zakładu w BUP. W latach 1967–1969 był prorektorem ds. pracy naukowej Mińskiego Instytutu Radiotechnicznego. W latach 1969–1990 pracował jako wykładowca, docent, profesor, kierownik Katedry Fizyki Jądrowej i Elektroniki, prorektor ds. pracy naukowej BUP. W 1970 roku uzyskał stopień doktora nauk fizyczno-matematycznych (odpowiednik polskiego stopnia doktora habilitowanego). W 1972 roku (według innego źródła – 1973) zdobył tytuł profesora. W 1991 roku został członkiem korespondentem Narodowej Akademii Nauk Białorusi.

### Działalność polityczna
W latach 1989–1991 był deputowanym ludowym ZSRR. W 1990 roku został deputowanym do Rady Najwyższej Białoruskiej SRR (od 1991 roku – Rady Najwyższej Republiki Białorusi) XII kadencji. W latach 1990–1991 pełnił w niej funkcję I zastępcy przewodniczącego, od jesieni 1991 do stycznia 1994 roku – przewodniczącego. Jego podpis widniał pod deklaracją niepodległości z 25 sierpnia 1991 roku, po której uchwaleniu pełnił obowiązki głowy państwa. W grudniu 1991 roku razem z przywódcami Rosji Borysem Jelcynem i Ukrainy Łeonidem Krawczukiem podpisał w Wiskulach porozumienie białowieskie o rozwiązaniu ZSRR i utworzeniu Wspólnoty Niepodległych Państw. Ustąpił ze stanowiska w związku z – jak się później okazało nieprawdziwymi – oskarżeniami o wykorzystanie publicznych środków w trakcie remontu prywatnej daczy. Kandydował na urząd Prezydenta Republiki Białorusi w wyborach w 1994 roku, zajmując w nich czwarte miejsce. Od tego samego roku pełnił funkcję dyrektora Centrum Badań Politycznych i Ekonomicznych Europejskiego Uniwersytetu Humanistycznego w Mińsku.
W drugiej turze uzupełniających wyborów parlamentarnych 10 grudnia 1995 roku został wybrany na deputowanego do Rady Najwyższej Republiki Białorusi XIII kadencji z adojeuskiego okręgu wyborczego nr 256 miasta Mińska. 19 grudnia 1995 roku został zarejestrowany przez centralną komisję wyborczą, a 9 stycznia 1996 roku zaprzysiężony na deputowanego. Od 23 stycznia pełnił w Radzie Najwyższej funkcję członka Stałej Komisji ds. Polityki Ekonomicznej i Reform. Był bezpartyjny. 27 listopada 1996 roku, po dokonanej przez prezydenta Alaksandra Łukaszenkę kontrowersyjnej i częściowo nieuznanej międzynarodowo zmianie konstytucji, nie wszedł w skład utworzonej przez niego Izby Reprezentantów Zgromadzenia Narodowego Republiki Białorusi I kadencji. Zgodnie z Konstytucją Białorusi z 1994 roku jego mandat deputowanego do Rady Najwyższej zakończył się 9 stycznia 2001 roku; kolejne wybory do tego organu jednak nigdy się nie odbyły.
Od 1998 roku pełnił funkcję przewodniczącego Białoruskiej Socjaldemokratycznej Hramady (BSdH). W czasie wyborów parlamentarnych w 2004 roku usiłował kandydować z ramienia BSdH do Izby Reprezentantów III kadencji, jednak nie został zarejestrowany jako kandydat. W 2005 roku był rozważany jako jeden z prawdopodobnych kandydatów z ramienia opozycji demokratycznej w wyborach prezydenckich w 2006 roku, jednak wycofał swoją kandydaturę w czasie Kongresu Sił Demokratycznych w październiku 2005 roku. Ostatecznie poparł kandydaturę Alaksandra Milinkiewicza.
W późniejszych latach Szuszkiewicz utrzymywał się z udzielania wykładów za granicą. Z zarobionych w ten sposób pieniędzy m.in. utrzymywał biura swojej partii – BSdH. W 2016 roku wyraził zmęczenie pracą na stanowisku jej przewodniczącego związaną z wiekiem, problemami finansowymi i niską aktywnością członków partii.
Pod koniec kwietnia 2022 r. trafił na intensywną terapię w związku z następstwami infekcji Covid-19. Zmarł w nocy z 3 na 4 maja 2022 r. Msza żałobna odbyła się 7 maja 2022 r. w mińskiej katedrze. Odprawił ją metropolita mińsko-mohylewski arcybiskup Józef Staniewski. Wraz z nim modlili się m.in. arcybiskup emeryt Tadeusz Kondrusiewicz oraz przewodniczący Konferencji Episkopatu Białorusi biskup witebski Aleh Butkiewicz. Księgę kondolencyjną wystawili w Wilnie białoruscy opozycjoniści. Został pochowany na cmentarzu Północnym w Mińsku.

## Nagrody i odznaczenia
- Zasłużony Działacz Nauki i Techniki Białoruskiej SRR (1982);
- Nagroda Rady Ministrów ZSRR (1985);
- Nagroda Państwowa Białoruskiej SRR (1988) – za podręcznik do szkół wyższych Osnowy radioelektroniki (pol. Podstawy radioelektroniki)[10];
- Międzynarodowa Nagroda Ukraińska im. Pilipa Orlika (Ukraina, 1997);
- Nagroda im. Jana Nowaka-Jeziorańskiego (Polska, 2005)[22];
- doctor honoris causa Katolickiego Uniwersytetu Lubelskiego Jana Pawła II (Polska, 1 lipca 2009) – z okazji 440. rocznicy podpisania aktu unii lubelskiej, jako przedstawiciel jednego z narodów, które ją współtworzyły[23];
- Krzyż Komandorski Orderu Witolda Wielkiego (Litwa, 6 lipca 2010) – za aktywne poparcie niepodległości Litwy w 1991 roku[24];
- „Medal Wolności” Trumana-Reagana (Fundacja Pamięci Ofiar Komunizmu, 18 lutego 2012)[25][26].
- Medal Stulecia BRL – Rada Białoruskiej Republiki Ludowej, 2019[27][28]

Stanisłau Szuszkiewicz został nominowany przez Lecha Wałęsę w 2007 roku do Pokojowej Nagrody Nobla.

## Prace
Stanisłau Szuszkiewicz jest autorem ponad 150 prac naukowych i 72 wynalazków. Do książek jego autorstwa należą:
- Tiechnika elektronnogo paramagnitnogo riezonansa. Leningrad: 1980. (ros.). Brak numerów stron w książce
- (we współautorstwie z M. Jafimczykiem): Osnowy radioelektroniki. Wyd. 2. Mińsk: 1986. (ros.). Brak numerów stron w książce
- (we współautorstwie z Ja. Bildziukiewiczem i W. Huraczeuskim): EBM i mikroprocessor. Mińsk: 1990. (ros.). Brak numerów stron w książce
- Nieokommunizm w Biełarusi. Smoleńsk: 2002. (ros.). Brak numerów stron w książce
- Majo życcio, krach i uwaskroszannie SSSR. Mińsk: 2013. (biał.). Brak numerów stron w książce

## Życie prywatne
Był wyznania rzymskokatolickiego.
W latach 1960–1961, będąc inżynierem w Mińskich Zakładach Radiowych, Stanisłau Szuszkiewicz uczył języka rosyjskiego przebywającego w tym czasie w ZSRR Lee Harvey Oswalda, przyszłego domniemanego zabójcę prezydenta Stanów Zjednoczonych Johna Fitzgeralda Kennedy’ego.